# ناتارامپوتا
ناتارامپوتا (به لاتین: Nattarampota) یک منطقهٔ مسکونی در سری‌لانکا است که در استان مرکزی (سری‌لانکا) واقع شده‌است.